# 이은채
이은채(1986년 1월 3일 ~ )는 대한민국의 배우이자 모델이다.

## 학력
- 동양공업전문대학 관광경영학과

## 출연작

### 영화
- 《서치 아웃》 (2020년) - 미행여 2 역
- 《세계일주》 (2015년) - 세단여 역
- 《패션왕》 (2014년) - 간호사 역
- 《캐치미》 (2013년) - 간호사 역
- 《내가 고백을 하면》 (2012년) - 비빔녀 1 역
- 《도둑들》 (2012년) - 마사지여자 1 역
- 《연가시》 (2012년) - 골플장캐디 역
- 《설마, 그럴리가 없어》 (2012년) - 몬구여친 역
- 《차형사》 (2012년) - 어시리 역
- 《러브픽션》 (2012년) - 백선희 역
- 《사랑이 무서워》 (2011년) - 소연 친구 역
- 《병든 닭들의 사랑. 가난해도...》 (2009년) - 공장 시다 역
- 《굿모닝 프레지던트》 (2009년) - 김정호 대통령 은행 직원 역
- 《부산》 (2009년) - 나영 역

### 드라마
- 《빅 포레스트》 (tvN, 2018년) -  빙빙 역
- 《라이브》 (tvN, 2018년)
- 《크로스》 (tvN, 2018년)
- 《이번 생은 처음이라》 (tvN, 2017년)
- 《언니는 살아있다》 (SBS, 2017년)
- 《아임 쏘리 강남구》 (SBS, 2017년) - 이주희 역
- 《태양의 후예》 (KBS2, 2016년)
- 《아이두 아이두》 (MBC, 2012년) - 송 간호사 역
- 《내 마음이 들리니》 (MBC, 2011년) - 안내데스크 직원 역
- 《시크릿 가든》 (SBS, 2010년)
- 《황금물고기》 (MBC, 2010년)
- 《인생은 아름다워》 (SBS, 2010년)